# ایلیا هارون
ایلیا هارون (انگلیسی: Ilya Kharun؛ زادهٔ ۷ فوریهٔ ۲۰۰۵) شناگر اهل کانادا است.
وی در مسابقات کشوری و بین‌المللی در مجموع برندهٔ ۱ مدال نقره، ۳ مدال برنز شده است.